# 노르트뢰넬라그주

노르트뢰넬라그주의 위치

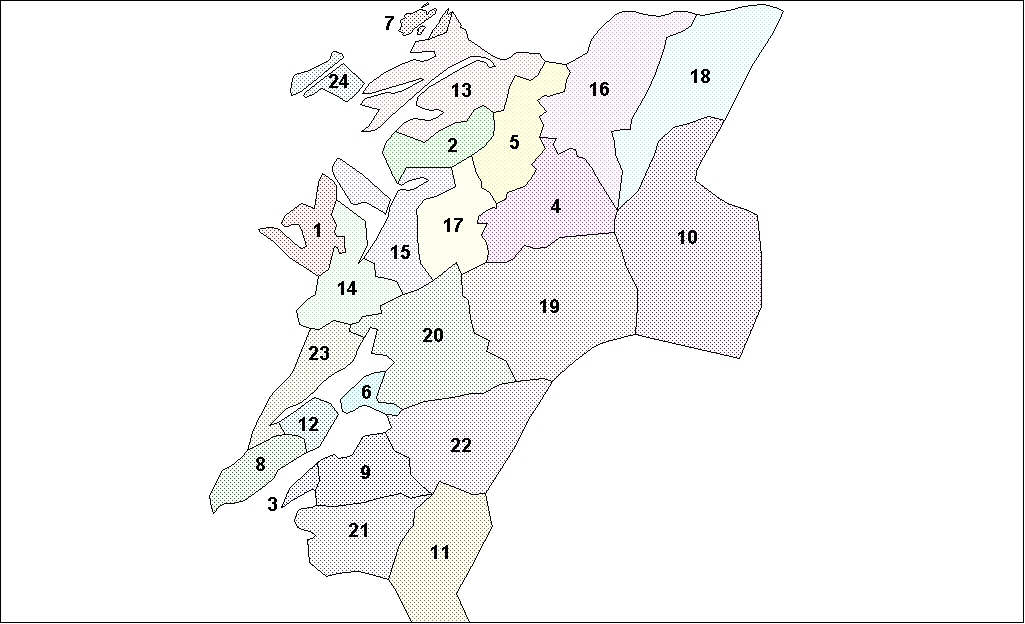
노르트뢰넬라그주의 지방 자치체

노르트뢰넬라그주(노르웨이어: Nord-Trøndelag fylke, [nûː.ʈrœndəlaːg], 누트뢴들락)는 노르웨이 서부에 위치했던 폐지된 주이다. 주도는 스테인셰르이며 면적은 22,412km2, 인구는 135,142명(2014년 기준), 인구 밀도는 6명/km2이다. 북쪽으로는 노를란주, 서쪽으로는 노르웨이해, 남쪽으로는 쇠르트뢰넬라그주와 접하며 동쪽으로는 스웨덴과 국경을 접한다. 23개 지방 자치체를 관할했다.
2018년 1월 1일부로 쇠르트뢰넬라그주와 통폐합되어 트뢰넬라그주가 신설되면서 폐지되었다.

노르트뢰넬라그주의 문장

## 인구
| 연도                       | 인구    | ±%    |
| -------------------------- | ------- | ----- |
| 1951                       | 109,948 | —     |
| 1961                       | 116,760 | +6.2% |
| 1971                       | 117,998 | +1.1% |
| 1981                       | 125,835 | +6.6% |
| 1991                       | 127,226 | +1.1% |
| 2001                       | 127,261 | +0.0% |
| 2011                       | 132,140 | +3.8% |
| Source: Statistics Norway. |         |       |